# کوزاچوک، روسیه
کوزاچوک (Казачок) (از ریشۀ: کازاک‌ها) دهکده‌ای در بخش گرایفسکی از بلگورود در روسیۀ مرکزی است. در ۶۰۰ کیلومتری جنوب مسکو، و نزدیکی رودخانۀ ورسکلا قرار دارد. در سال ۲۰۱۰ میلادی جمعیت آن ۲۲ نفر بوده‌ است.